# 18462 Рікко
18462 Рікко (18462 Riccò) — астероїд головного поясу, відкритий 26 серпня 1995 року.
Тіссеранів параметр щодо Юпітера — 3,279.